# Светски куп у рагбију 13 2008.
Светски куп у рагбију тринаест 2008. био је тринаести Светски куп у рагбију 13.
Домаћин турнира је била Аустралија. Око 19 000 000 људи из 127 земаља је гледало утакмице преко телевизије.
Рагбисти Новог Зеланда су освојили титулу првака Света, пошто су у финалу, у Бризбејну, пред преко 50 000 гледалаца изненадили Аустралију.

## Учесници
- Рагби 13 репрезентација Ирске
- Рагби 13 репрезентација Шкотске
- Рагби 13 репрезентација Француске
- Рагби 13 репрезентација Енглеске
- Рагби 13 репрезентација Аустралије
- Рагби 13 репрезентација Новог Зеланда
- Рагби 13 репрезентација Фиџија
- Рагби 13 репрезентација Тонге
- Рагби 13 репрезентација Самое
- Рагби 13 репрезентација Папуе Нове Гвинеје

## Стадиони
- Стадион Ланг Парк - Бризбејн, 52 500 места
- Стадион Доклендс - Мелбурн, 56 000 места
- Стадион за фудбал - Сиднеј, 42 000 места
- Стадион Робина - Голд коуст, 27 000 места
- Стадион Виловс спортс комплекс - Таунсвил, 26 000 места
- Стадион Интернационални спортски центар - Њукасл, 26 000 места
- Стадион Канбера - Канбера, 25 200 места
- Стадион Волонгонг шоуграунд - Волонгонг, 23 500 места
- Стадион Пенрит - Сиднеј, 22 500 места
- Стадион Парамата - Сиднеј, 21 000 места
- Стадион Централ коуст - Госфорд, 20 000 места
- Стадион Браун парк - Рокемптон, 8 000 места

## Групна фаза такмичења
Група А
- Енглеска - Папуа Нова Гвинеја 32-22
- Аустралија - Нови Зеланд 30-6
- Нови Зеланд - Папуа Нова Гвинеја 48-6[3]
- Аустралија - Енглеска 52-4
- Енглеска - Нови Зеланд 24-36
- Аустралија - Папуа Нова Гвинеја 46-6[4]

| Табела                | ИГ | Д | Н | И | ПД  | ПП  | ПР   | Бод. |
| --------------------- | -- | - | - | - | --- | --- | ---- | ---- |
| 1. Аустралија         | 3  | 3 | 0 | 0 | 128 | 16  | +112 | 6    |
| 2. Нови Зеланд        | 3  | 2 | 0 | 1 | 90  | 60  | +30  | 4    |
| 3. Енглеска           | 3  | 1 | 0 | 2 | 60  | 110 | -50  | 2    |
| 4. Папуа Нова Гвинеја | 3  | 0 | 0 | 3 | 34  | 126 | -92  | 0    |

Група Б
- Француска - Шкотска 36-18
- Фиџи - Француска 42-6
- Шкотска - Фиџи 18-16

| Табела       | ИГ | Д | Н | И | ПД | ПП | ПР  | Бод. |
| ------------ | -- | - | - | - | -- | -- | --- | ---- |
| 1. Фиџи      | 2  | 1 | 0 | 1 | 58 | 24 | +34 | 2    |
| 2. Шкотска   | 2  | 1 | 0 | 1 | 36 | 52 | -16 | 2    |
| 3. Француска | 2  | 1 | 0 | 1 | 42 | 60 | -18 | 2    |

Група Ц
- Тонга - Ирска 22-20
- Самоа - Тонга 20-12
- Ирска - Самоа 34-16

| Табела   | ИГ | Д | Н | И | ПД | ПП | ПР  | Бод. |
| -------- | -- | - | - | - | -- | -- | --- | ---- |
| 1. Ирска | 2  | 1 | 0 | 1 | 54 | 38 | +16 | 2    |
| 2. Тонга | 2  | 1 | 0 | 1 | 34 | 40 | -6  | 2    |
| 3. Самоа | 2  | 1 | 0 | 1 | 36 | 46 | -10 | 2    |

## Завршница такмичења
За девето место
- Француска - Самоа 10-42

За седмо место
- Шкотска - Тонга 0-48

Четвртфинале
- Фиџи - Ирска 30-14

Полуфинале
- Нови Зеланд - Енглеска 32-22
- Аустралија - Фиџи 52-0

## Финале
Аустралија - Нови Зеланд 20-34
Стадион Ланг Парк у Бризбејну
Гледалаца: 50 599
Играч утакмице: Дерен Локер, Аустралијанац 
Судија: Ешли Клајн, Аустралијанац 

## Статистика рагбиста
Највише есеја - Бил Слетер, Аустралијанац 7 есеја. 
Највише поена - Џонатан Турстон, Аустралијанац. 

## Видео снимци
Снимак финала Аустралија - Нови Зеланд
https://www.youtube.com/watch?v=-TFJSNlYDco
| Прваци Света у рагбију тринаест 2008.                     |
| --------------------------------------------------------- |
| Рагби 13 репрезентација Новог Зеланда (1. светска титула) |